# Dobrepolje
Dobrepolje (Duits: Gutenfeld; Italiaans: Dobrepoglie) is een gemeente in de Sloveense regio Ljubljana en telt 3544 inwoners (2002).

## Geboren in Dobrepolje
- Fran Jaklič (1868-1937), schrijver
- Franc Kralj (1895-1960), kunstschilder
- Tone Kralj (1900-1975), kunstschilder

Borovnica · Brezovica · Dobrepolje · Dobrova-Polhov Gradec · Dol pri Ljubljani · Domžale · Grosuplje · Horjul · Ig · Ivančna Gorica · Kamnik · Komenda · Litija · Ljubljana · Log-Dragomer · Logatec · Lukovica · Medvode · Mengeš · Moravče · Škofljica · Šmartno pri Litiji · Trzin · Velike Lašče · Vodice · Vrhnika